# Clitoriopsis mollis
Genre
Espèce
Clitoriopsis mollis est une espèce de plantes à fleurs dicotylédones de la famille des Fabaceae, sous-famille des Faboideae, originaire d'Afrique. C'est l'unique espèce acceptée du genre Clitoriopsis (genre monotypique).